# Trzemuśnia (Rudno)
Trzemuśnia – nieoficjalny przysiółek wsi Rudno, w Polsce, w województwie lubelskim, w powiecie lubartowskim, w gminie Michów.
Należy do sołectwa Rudno.
Miejscowość nie figuruje w systemie TERYT. W PRNG zapisano jej nazwę na podstawie mapy topograficznej. Statut dla tego obiektu geograficznego to niestandaryzowany przysiółek wsi Rudno.
W latach 1975–1998 miejscowość administracyjnie należała do województwa lubelskiego.